# Elecciones municipales de Chile de 1971
Las elecciones municipales de 1971 en Chile se llevaron a cabo el domingo 4 de abril de ese año. Fue considerada una prueba de fuego para el gobierno de Salvador Allende, luego de haber sido elegido en septiembre de 1970.

## Contexto

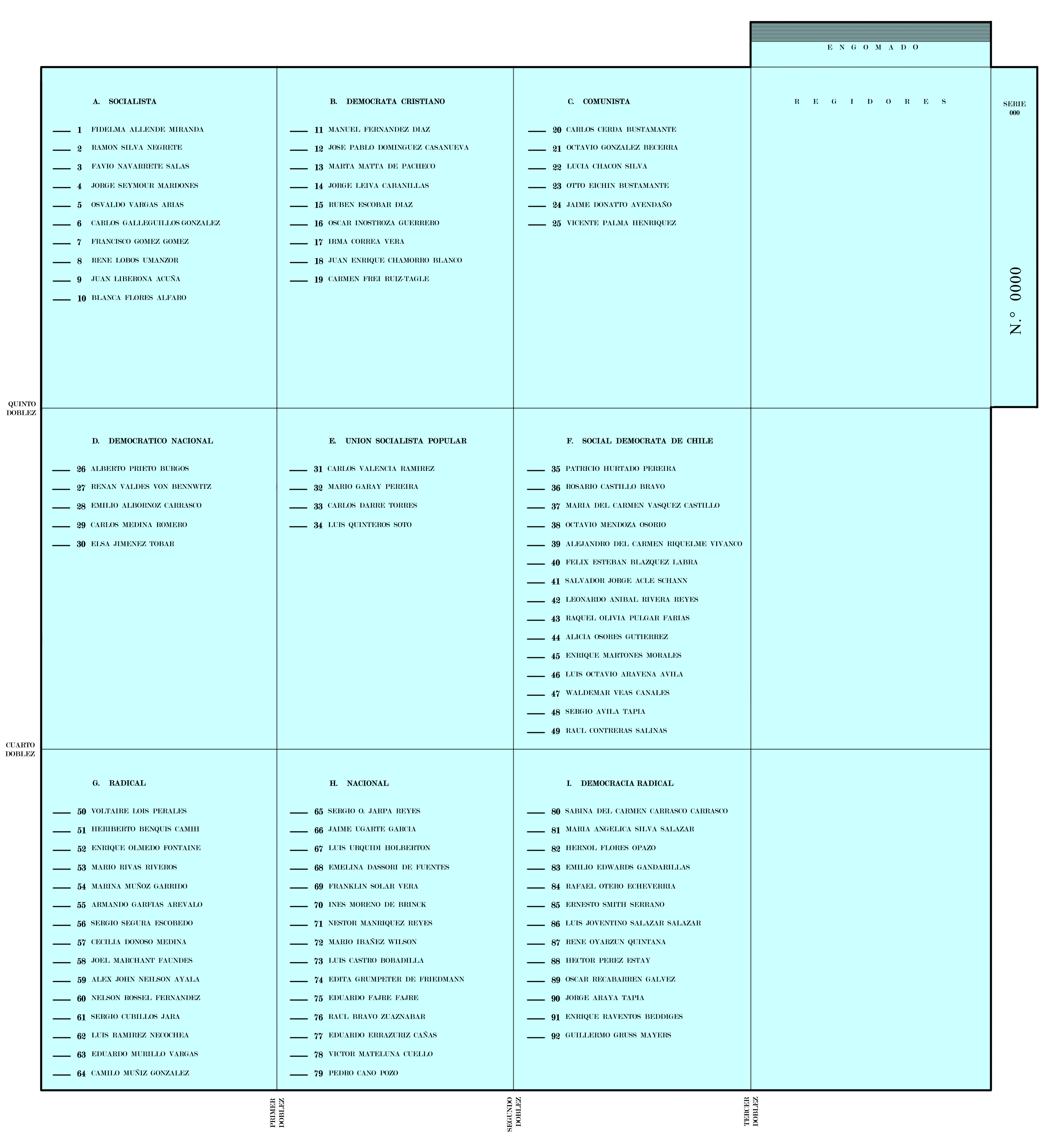
Voto utilizado en la comuna de Santiago.

Esta era la primera elección en el gobierno de Salvador Allende, lo que marcaría el apoyo a este. Finalmente la Unidad Popular saldría victoriosa con cerca del 50 % de los votos sumando los partidos que la conformaban; sin embargo, los partidos de oposición en conjunto (PDC, PN, DR y PADENA) lograron más regidores elegidos que la Unidad Popular.
Ese mismo día se realizó una elección parlamentaria complementaria en la Décima Agrupación Provincial (Chiloé, Aysén y Magallanes) para elegir al reemplazante de Salvador Allende en el Senado; en dicha ocasión triunfó el socialista Adonis Sepúlveda.
Las cédulas de votación para las elecciones de regidores fueron de color celeste, mientras que la cédula en la elección complementaria de senador era de color amarillo, encargándose su confección a los Talleres Gráficos del diario La Nación.

## Candidatos
El 10 de diciembre de 1970 se realizó en la Dirección del Registro Electoral el sorteo para la ubicación de las listas en la cédula de votación. La distribución de candidatos de cada lista por provincia fue la siguiente:
| Provincia                                 | Provincia   | Lista | Lista | Lista | Lista | Lista | Lista | Lista | Lista | Lista | Lista | Total |
| Provincia                                 | Provincia   | A PS  | B PDC | C PC  | D PDN | E USP | F PSD | G PR  | H PN  | I DR  | Ind.  | Total |
| ----------------------------------------- | ----------- | ----- | ----- | ----- | ----- | ----- | ----- | ----- | ----- | ----- | ----- | ----- |
| Tarapacá                                  | Tarapacá    | 29    | 33    | 30    | 0     | 19    | 0     | 25    | 30    | 7     | 1     | 174   |
| Antofagasta                               | Antofagasta | 30    | 33    | 32    | 0     | 20    | 0     | 31    | 26    | 9     | 3     | 184   |
| Atacama                                   | Atacama     | 42    | 43    | 34    | 0     | 0     | 0     | 41    | 16    | 28    | 2     | 206   |
| Coquimbo                                  | Coquimbo    | 74    | 83    | 79    | 1     | 1     | 3     | 75    | 68    | 28    | 3     | 415   |
| Aconcagua                                 | Aconcagua   | 65    | 78    | 56    | 0     | 22    | 12    | 47    | 74    | 19    | 3     | 376   |
| Valparaíso                                | Valparaíso  | 80    | 105   | 79    | 9     | 0     | 33    | 81    | 86    | 54    | 6     | 533   |
| Santiago                                  | 1° Distrito | 10    | 9     | 6     | 5     | 4     | 15    | 15    | 15    | 13    | 0     | 92    |
| Santiago                                  | 2° Distrito | 48    | 64    | 55    | 14    | 6     | 38    | 51    | 61    | 19    | 5     | 361   |
| Santiago                                  | 3° Distrito | 55    | 59    | 50    | 5     | 4     | 25    | 33    | 48    | 26    | 6     | 311   |
| Santiago                                  | 8° Agrup.   | 73    | 78    | 56    | 0     | 5     | 31    | 45    | 70    | 29    | 4     | 391   |
| O'Higgins                                 | O'Higgins   | 89    | 92    | 71    | 0     | 8     | 47    | 80    | 78    | 3     | 5     | 473   |
| Colchagua                                 | Colchagua   | 64    | 75    | 30    | 0     | 6     | 0     | 63    | 70    | 15    | 0     | 323   |
| Curicó                                    | Curicó      | 38    | 41    | 24    | 1     | 1     | 9     | 36    | 40    | 25    | 1     | 216   |
| Talca                                     | Talca       | 34    | 53    | 28    | 6     | 0     | 11    | 39    | 50    | 32    | 2     | 255   |
| Maule                                     | Maule       | 25    | 27    | 12    | 14    | 0     | 19    | 20    | 28    | 10    | 0     | 155   |
| Linares                                   | Linares     | 43    | 46    | 28    | 0     | 11    | 3     | 43    | 42    | 24    | 4     | 244   |
| Ñuble                                     | Ñuble       | 95    | 102   | 49    | 0     | 0     | 9     | 87    | 77    | 65    | 8     | 492   |
| Concepción                                | Concepción  | 73    | 76    | 71    | 9     | 10    | 23    | 69    | 41    | 35    | 11    | 418   |
| Arauco                                    | Arauco      | 30    | 34    | 34    | 0     | 14    | 2     | 23    | 7     | 24    | 0     | 168   |
| Bío-Bío                                   | Bío-Bío     | 45    | 44    | 37    | 13    | 0     | 7     | 40    | 22    | 28    | 0     | 238   |
| Malleco                                   | Malleco     | 55    | 66    | 43    | 10    | 2     | 19    | 57    | 61    | 18    | 0     | 331   |
| Cautín                                    | Cautín      | 79    | 92    | 58    | 35    | 0     | 56    | 68    | 78    | 54    | 1     | 521   |
| Valdivia                                  | Valdivia    | 60    | 67    | 56    | 3     | 2     | 6     | 51    | 59    | 30    | 0     | 334   |
| Osorno                                    | Osorno      | 19    | 28    | 10    | 0     | 0     | 0     | 28    | 25    | 17    | 2     | 129   |
| Llanquihue                                | Llanquihue  | 47    | 49    | 31    | 0     | 7     | 0     | 36    | 44    | 12    | 0     | 226   |
| Chiloé                                    | Chiloé      | 63    | 63    | 31    | 0     | 0     | 0     | 51    | 64    | 18    | 1     | 291   |
| Aysén                                     | Aysén       | 29    | 34    | 29    | 0     | 7     | 9     | 26    | 29    | 12    | 0     | 175   |
| Magallanes                                | Magallanes  | 23    | 23    | 17    | 4     | 16    | 5     | 23    | 23    | 13    | 1     | 148   |
| Total                                     | Total       | 1417  | 1599  | 1136  | 129   | 165   | 382   | 1284  | 1332  | 667   | 69    | 8180  |
| Fuente: Dirección del Registro Electoral. |             |       |       |       |       |       |       |       |       |       |       |       |

## Campaña
El 15 de enero la Dirección del Registro Electoral publicó en el Diario Oficial de la República de Chile la distribución de tiempos máximos que tendría cada partido político para contratar propaganda pagada en las radioemisoras de cada provincia:
| Provincia                                 | Lista / Tiempo (en segundos) | Lista / Tiempo (en segundos) | Lista / Tiempo (en segundos) | Lista / Tiempo (en segundos) | Lista / Tiempo (en segundos) | Lista / Tiempo (en segundos) | Lista / Tiempo (en segundos) | Lista / Tiempo (en segundos) | Lista / Tiempo (en segundos) | Lista / Tiempo (en segundos) |
| Provincia                                 | A PS                         | B PDC                        | C PC                         | D PDN                        | E USP                        | F PSD                        | G PR                         | H PN                         | I DR                         | Ind.                         |
| ----------------------------------------- | ---------------------------- | ---------------------------- | ---------------------------- | ---------------------------- | ---------------------------- | ---------------------------- | ---------------------------- | ---------------------------- | ---------------------------- | ---------------------------- |
| Tarapacá                                  | 450                          | 450                          | 450                          | 0                            | 450                          | 0                            | 450                          | 450                          | 450                          | 450                          |
| Antofagasta                               | 360                          | 360                          | 360                          | 0                            | 360                          | 0                            | 360                          | 360                          | 360                          | 360                          |
| Atacama                                   | 450                          | 450                          | 450                          | 0                            | 0                            | 0                            | 450                          | 450                          | 450                          | 450                          |
| Coquimbo                                  | 300                          | 300                          | 300                          | 300                          | 300                          | 300                          | 300                          | 300                          | 300                          | 300                          |
| Aconcagua                                 | 327                          | 327                          | 327                          | 0                            | 327                          | 327                          | 327                          | 327                          | 327                          | 327                          |
| Valparaíso                                | 257                          | 257                          | 257                          | 257                          | 0                            | 257                          | 257                          | 257                          | 257                          | 257                          |
| Santiago                                  | 150                          | 150                          | 150                          | 150                          | 150                          | 150                          | 150                          | 150                          | 150                          | 150                          |
| O'Higgins                                 | 276                          | 276                          | 276                          | 0                            | 276                          | 276                          | 276                          | 276                          | 276                          | 276                          |
| Colchagua                                 | 514                          | 514                          | 514                          | 0                            | 514                          | 0                            | 514                          | 514                          | 514                          | 0                            |
| Curicó                                    | 360                          | 360                          | 360                          | 360                          | 360                          | 360                          | 360                          | 360                          | 360                          | 360                          |
| Talca                                     | 360                          | 360                          | 360                          | 360                          | 0                            | 360                          | 360                          | 360                          | 360                          | 360                          |
| Maule                                     | 450                          | 450                          | 450                          | 450                          | 0                            | 450                          | 450                          | 450                          | 450                          | 0                            |
| Linares                                   | 300                          | 300                          | 300                          | 0                            | 300                          | 300                          | 300                          | 300                          | 300                          | 300                          |
| Ñuble                                     | 240                          | 240                          | 240                          | 0                            | 0                            | 240                          | 240                          | 240                          | 240                          | 240                          |
| Concepción                                | 180                          | 180                          | 180                          | 180                          | 180                          | 180                          | 180                          | 180                          | 180                          | 180                          |
| Arauco                                    | 450                          | 450                          | 450                          | 0                            | 450                          | 450                          | 450                          | 450                          | 450                          | 0                            |
| Bío-Bío                                   | 450                          | 450                          | 450                          | 450                          | 0                            | 450                          | 450                          | 450                          | 450                          | 0                            |
| Malleco                                   | 400                          | 400                          | 400                          | 400                          | 400                          | 400                          | 400                          | 400                          | 400                          | 0                            |
| Cautín                                    | 400                          | 400                          | 400                          | 400                          | 0                            | 400                          | 400                          | 400                          | 400                          | 0                            |
| Valdivia                                  | 400                          | 400                          | 400                          | 400                          | 400                          | 400                          | 400                          | 400                          | 400                          | 0                            |
| Osorno                                    | 450                          | 450                          | 450                          | 0                            | 0                            | 0                            | 450                          | 450                          | 450                          | 450                          |
| Llanquihue                                | 514                          | 514                          | 514                          | 0                            | 514                          | 0                            | 514                          | 514                          | 514                          | 0                            |
| Chiloé                                    | 514                          | 514                          | 514                          | 0                            | 0                            | 0                            | 514                          | 514                          | 514                          | 514                          |
| Aysén                                     | 450                          | 450                          | 450                          | 0                            | 450                          | 450                          | 450                          | 450                          | 450                          | 0                            |
| Magallanes                                | 360                          | 360                          | 360                          | 360                          | 360                          | 360                          | 360                          | 360                          | 360                          | 360                          |
| Fuente: Dirección del Registro Electoral. |                              |                              |                              |                              |                              |                              |                              |                              |                              |                              |

El 11 de febrero el Consejo Nacional de Televisión anunció la distribución de los tiempos de emisión de propaganda política en los canales de televisión abierta entre el 19 de marzo y el 2 de abril, que corresponderían a 178 espacios de 5 minutos cada uno. De manera diaria se emitirían 60 minutos de propaganda, dividida en dos bloques de aproximadamente 30 minutos cada uno, los cuales se emitirían al iniciar la programación diurna y a las 22:30. La repartición de la cantidad de programas de 5 minutos asignados a cada partido político se realizó de acuerdo a los resultados de las últimas elecciones parlamentarias y fue de la siguiente forma:
| Partido                      | Programas                      |
| ---------------------------- | ------------------------------ |
| Partido Demócrata Cristiano  | 53 (más 3 minutos adicionales) |
| Partido Nacional             | 33                             |
| Partido Comunista            | 28                             |
| Partido Radical              | 23                             |
| Partido Socialista           | 22                             |
| Unión Socialista Popular     | 4                              |
| Democracia Radical           | 3                              |
| Partido Democrático Nacional | 3                              |
| Partido Social Demócrata     | 3                              |
| Candidaturas independientes  | 3                              |
| Fuente: La Nación.           |                                |

Entre las personalidades que trabajaron en los espacios de propaganda política televisiva se encontraba el cineasta Raúl Ruiz, a cargo de los programas del Partido Socialista, y el cantante y publicista Jacques Karahanian y el discjockey Emilio Rojas, quienes formaron parte de los espacios correspondientes al Partido Radical.

## Día de la elección
La efervescencia política de la época también se hizo parte de las elecciones de regidores: en la madrugada de 4 de abril de 1971, Juan Millalonco —militante demócratacristiano de 17 años y adherente de la candidatura de Andrés Zaldívar en la elección complementaria de senador en Chiloé, Aysén y Magallanes— falleció debido a disparos realizados desde una sede del Partido Socialista en Puerto Aysén. Producto de dicha muerte, la Juventud Demócrata Cristiana (JDC) bautizó como «Falange Juan Millalonco» al equipo de trabajo en el campo poblacional.
Los canales de televisión realizaron una transmisión continua de la jornada electoral; Televisión Nacional de Chile inició sus emisiones a las 8:00, recibiendo informaciones desde sus corresponsales y equipos móviles en todo el país, mientras que Canal 9 comenzó sus transmisiones a las 9:00 entregando noticias, foros y entrevistas durante el día. Canal 13 inició sus emisiones a las 10:00 con un informativo leído por Carlos de la Sotta, un bloque matinal a cargo de Javier Miranda y Pepe Guixé, un segundo informativo a las 13:00 con Julio Pérez, y una transmisión continua desde la sala de cómputos y el Ministerio del Interior a partir de las 16:10, finalizando con el Teletrece a las 22:00 y una mesa redonda a las 22:30.

## Resultados
| Lista                                     | Partido                      | Sigla                       | Votos     | %?      | Reg.? | %?      | ± %?     |
| ----------------------------------------- | ---------------------------- | --------------------------- | --------- | ------- | ----- | ------- | -------- |
| A                                         | Partido Socialista           | PS                          | 633 367   | 22,64 % | 367   | 22,20 % | 8,46 %   |
| B                                         | Partido Demócrata Cristiano  | PDC                         | 729 398   | 26,07 % | 501   | 30,31 % | -10,36 % |
| C                                         | Partido Comunista            | PCCh                        | 477 862   | 17,08 % | 223   | 13,49 % | 1,98 %   |
| D                                         | Partido Democrático Nacional | PADENA                      | 13 487    | 0,48 %  | 3     | 0,18 %  | -1,98 %  |
| E                                         | Unión Socialista Popular     | USOPO                       | 29 527    | 1,06 %  | 5     | 0,30 %  |          |
| F                                         | Partido Social Demócrata     | PSD                         | 38 054    | 1,36 %  | 11    | 0,67 %  |          |
| G                                         | Partido Radical              | PR                          | 228 426   | 8,16 %  | 140   | 8,47 %  | -8,30 %  |
| H                                         | Partido Nacional             | PN                          | 513 874   | 18,36 % | 342   | 20,69 % | 3,75 %   |
| I                                         | Democracia Radical           | DR                          | 110 021   | 3,93 %  | 53    | 3,21 %  |          |
| J-K-L                                     | Independientes               | Ind.                        | 24 121    | 0,86 %  | 8     | 0,48 %  | 0,10 %   |
| Total de votos válidos                    | Total de votos válidos       | Total de votos válidos      | 2 798 137 | 98,69 % |       |         |          |
| Votos nulos y en blanco                   | Votos nulos y en blanco      | Votos nulos y en blanco     | 37 275    | 1,31 %  |       |         |          |
| Total de sufragios emitidos               | Total de sufragios emitidos  | Total de sufragios emitidos | 2 835 412 | 100 %   |       |         |          |
| Fuente: Dirección del Registro Electoral. |                              |                             |           |         |       |         |          |

### Resultado por provincia
| Provincia                                 | Votos   | Votos   | Votos   | Votos  | Votos  | Votos  | Votos   | Votos   | Votos   | Votos  | Votos           | Votos     |
| Provincia                                 | A PS    | B PDC   | C PC    | D PDN  | E USP  | F PSD  | G PR    | H PN    | I DR    | Ind.   | Nulos y blancos | Total     |
| ----------------------------------------- | ------- | ------- | ------- | ------ | ------ | ------ | ------- | ------- | ------- | ------ | --------------- | --------- |
| Tarapacá                                  | 15 756  | 14 790  | 17 489  | 0      | 1325   | 0      | 4966    | 7288    | 413     | 798    | 1051            | 63 876    |
| Antofagasta                               | 16 709  | 24 128  | 21 049  | 0      | 8079   | 0      | 10 013  | 5665    | 965     | 2417   | 1429            | 90 454    |
| Atacama                                   | 11 870  | 11 029  | 11 845  | 0      | 0      | 0      | 6380    | 2081    | 3567    | 133    | 610             | 47 515    |
| Coquimbo                                  | 22 896  | 19 676  | 19 515  | 17     | 185    | 79     | 14 317  | 11 385  | 2563    | 2663   | 1214            | 94 510    |
| Aconcagua                                 | 11 563  | 15 541  | 9175    | 0      | 2170   | 282    | 4147    | 12 263  | 1268    | 181    | 729             | 57 319    |
| Valparaíso                                | 62 624  | 87 653  | 57 228  | 501    | 0      | 2517   | 24 331  | 56 834  | 6824    | 2048   | 3715            | 304 275   |
| Santiago                                  | 260 557 | 281 040 | 193 953 | 4876   | 6153   | 18 520 | 54 878  | 231 578 | 40 190  | 3491   | 13 337          | 1 108 573 |
| O'Higgins                                 | 22 985  | 26 190  | 15 180  | 0      | 683    | 4434   | 7881    | 19 132  | 223     | 1368   | 1401            | 99 477    |
| Colchagua                                 | 9626    | 13 015  | 4791    | 0      | 607    | 0      | 6571    | 12 765  | 1029    | 0      | 534             | 48 938    |
| Curicó                                    | 7789    | 8506    | 4732    | 32     | 11     | 216    | 3484    | 6146    | 1989    | 605    | 542             | 34 052    |
| Talca                                     | 13 142  | 17 783  | 11 164  | 306    | 0      | 811    | 5683    | 9668    | 3425    | 84     | 698             | 62 764    |
| Maule                                     | 4157    | 5804    | 1418    | 1498   | 0      | 2600   | 4127    | 4558    | 1170    | 0      | 339             | 25 671    |
| Linares                                   | 11 551  | 12 355  | 3806    | 0      | 972    | 88     | 6695    | 11 891  | 2597    | 1805   | 615             | 52 375    |
| Ñuble                                     | 19 391  | 23 989  | 8221    | 0      | 0      | 642    | 9607    | 12 008  | 8274    | 1875   | 1264            | 85 271    |
| Concepción                                | 44 901  | 52 928  | 43 834  | 1104   | 1805   | 2052   | 17 326  | 21 931  | 3750    | 6419   | 2639            | 198 689   |
| Arauco                                    | 5843    | 4745    | 5674    | 0      | 2095   | 489    | 2640    | 701     | 2470    | 0      | 309             | 24 966    |
| Bío-Bío                                   | 8896    | 10 668  | 9569    | 1327   | 0      | 243    | 4394    | 6495    | 4694    | 0      | 744             | 47 030    |
| Malleco                                   | 7445    | 10 427  | 3879    | 502    | 110    | 998    | 8288    | 10 496  | 3096    | 0      | 519             | 45 760    |
| Cautín                                    | 14 589  | 29 547  | 10 320  | 3031   | 0      | 3521   | 8274    | 20 845  | 10 037  | 83     | 1195            | 101 442   |
| Valdivia                                  | 22 884  | 17 581  | 7625    | 116    | 155    | 313    | 5063    | 16 772  | 2412    | 0      | 928             | 73 849    |
| Osorno                                    | 8487    | 9415    | 6104    | 0      | 0      | 0      | 6415    | 10 893  | 4321    | 9      | 745             | 46 389    |
| Llanquihue                                | 11 388  | 12 170  | 2871    | 0      | 1620   | 0      | 3792    | 13 227  | 785     | 0      | 611             | 46 464    |
| Chiloé                                    | 6208    | 5630    | 1096    | 0      | 0      | 0      | 6117    | 6609    | 1644    | 2      | 612             | 27 918    |
| Aysén                                     | 3010    | 4651    | 1863    | 0      | 532    | 121    | 841     | 1645    | 705     | 0      | 402             | 13 770    |
| Magallanes                                | 9100    | 10 137  | 5461    | 177    | 3025   | 128    | 2196    | 998     | 1610    | 140    | 1093            | 34 065    |
| Total nacional                            | 633 367 | 729 398 | 477 862 | 13 487 | 29 527 | 38 054 | 228 426 | 513 874 | 110 021 | 24 121 | 37 275          | 2 835 412 |
| Fuente: Dirección del Registro Electoral. |         |         |         |        |        |        |         |         |         |        |                 |           |

## Alcaldías 1971-1973

### Listado de alcaldes electos
Listado de alcaldes elegidos en las principales ciudades del país.
| Municipio | Municipio    | Alcalde electo                                           |
| --------- | ------------ | -------------------------------------------------------- |
|           | Arica        | Elena Díaz Hevia Partido Comunista                       |
|           | Iquique      | Jorge Soria Quiroga Partido Socialista                   |
|           | Calama       | Luis Villalobos Lemus Unión Socialista Popular           |
|           | Antofagasta  | Germán Miric Vega Partido Comunista                      |
|           | Copiapó      | Samuel Díaz Trujillo Partido Socialista                  |
|           | La Serena    | Carlos Galleguillos Barraza Partido Radical              |
|           | Coquimbo     | Carlos Yusta Rojas Partido Socialista                    |
|           | Providencia  | Zoy Orphanopoulos de Ilabaca Partido Demócrata Cristiano |
|           | Rancagua     | Alfonso Orueta Ansoleaga Partido Nacional                |
|           | Talca        | Enrique Castañón Castañón Partido Radical                |
|           | Concepción   | Enrique van Rysselberghe Martínez Partido Nacional       |
|           | Temuco       | Germán Becker Bäechler Democracia Radical                |
|           | Valdivia     | Luis Díaz Borquez Partido Socialista                     |
|           | Puerto Montt | Sergio Elgueta Barrientos Partido Demócrata Cristiano    |
|           | Coyhaique    | Carlos Echeverría Blanco Independiente                   |
|           | Punta Arenas | Evalterio Agüero Vera Unión Socialista Popular           |

### Listado de alcaldes designados
De acuerdo al Art. 68 del Decreto Supremo n.º 1.472 del 24 de julio de 1941: "en las municipalidades de Santiago, Valparaíso y Viña del Mar, los alcaldes serán nombrados por el Presidente de la República y durarán en sus funciones igual período de tiempo que corresponde a la municipalidad".
| Municipio | Municipio    | Alcalde designado                             |
| --------- | ------------ | --------------------------------------------- |
|           | Viña del Mar | Armando Barrientos Miranda Partido Socialista |
|           | Valparaíso   | Sergio Vuskovic Rojo Partido Comunista        |
|           | Santiago     | Ignacio Lagno Castillo Partido Radical        |